# Биатлон на зимних Азиатских играх 2017
Биатлон на зимних Азиатских играх 2017 — соревнования по биатлону, которые прошли в рамках зимних Азиатских игр 2017 года.
Все соревнования прошли в Саппоро, Япония, с 23 по 26 февраля 2017 года на биатлонном стадионе «Нисиока».
Было разыграно 7 комплектов медалей, по 3 у мужчин и женщин в спринте, гонке преследования и масс-старте и 1 в смешанной эстафете.

## Медалисты

### Мужчины
| Дисциплина                   | Золото                 | Серебро                      | Бронза                     |
| ---------------------------- | ---------------------- | ---------------------------- | -------------------------- |
| Спринт, 10 км                | Ян Савицкий Казахстан  | Василий Подкорытов Казахстан | Микито Тачизаки Япония     |
| Гонка преследования, 12,5 км | Микито Тачизаки Япония | Ян Савицкий Казахстан        | Ким Йонгу Республика Корея |
| Масс-старт, 15 км            | Ян Савицкий Казахстан  | Ванг Венкин Китай            | Косуке Озаки Япония        |

### Женщины
| Дисциплина                 | Золото                      | Серебро                 | Бронза                  |
| -------------------------- | --------------------------- | ----------------------- | ----------------------- |
| Спринт, 7.5 км             | Галина Вишневская Казахстан | Чжан Янь Китай          | Алина Райкова Казахстан |
| Гонка преследования, 10 км | Галина Вишневская Казахстан | Чжан Янь Китай          | Дарья Климина Казахстан |
| Масс-старт, 12.5 км        | Галина Вишневская Казахстан | Алина Райкова Казахстан | Фуюко Татидзаки Япония  |

### Смешанная эстафета
| Дисциплина               | Золото                                                             | Серебро                                                                | Бронза                                                             |
| ------------------------ | ------------------------------------------------------------------ | ---------------------------------------------------------------------- | ------------------------------------------------------------------ |
| Эстафета, 2×6 + 2×7,5 км | Казахстан Галина Вишневская Дарья Климина Максим Браун Ян Савицкий | Казахстан Алина Райкова Анна Кистанова Василий Подкорытов Антон Пантов | Япония Фуюко Татидзаки Юрие Танака Микито Тачизаки Цукаса Кобоноки |

## Медальный зачёт
| Место | Страна           | Золото | Серебро | Бронза | Всего |
| ----- | ---------------- | ------ | ------- | ------ | ----- |
| 1     | Казахстан        | 6      | 4       | 2      | 12    |
| 2     | Япония           | 1      | 0       | 4      | 5     |
| 3     | Китай            | 0      | 3       | 0      | 3     |
| 4     | Республика Корея | 0      | 0       | 1      | 1     |
| Всего | Всего            | 7      | 7       | 7      | 21    |